# Hale (Wielki Manchester)
Hale – wieś w Anglii, w hrabstwie ceremonialnym Wielki Manchester, w dystrykcie metropolitalnym Trafford. Leży 13 km na południowy zachód od centrum miasta Manchester. Miejscowość liczy 15 315 mieszkańców.